# Vereniging tegen de Kwakzalverij
Vereniging tegen de Kwakzalverij (Sdružení proti šarlatánství) (VtdK) je nizozemské sdružení, jehož cílem je bojovat proti šarlatánství v lékařství, farmacii a příbuzných oborech. Sdružení bylo založeno roku 1881 a je tak nejstarší skeptickou organizací na světě.

## Historie
Organizace byla založena 1. ledna 1881 bratry G. W. Bruinsmou a V. J. Bruinsmou a je nejstarší skeptickou organizací na světě. Od té doby vydává svůj časopis Nederlands Tijdschrift tegen de Kwakzalverij (NTtdK) (Nizozemský časopis proti šarlatánství). V prvních letech své existence se VtdK podílela na profesionalizaci medicíny. Její úsilí ve veřejné diskusi přispělo k tomu, že se Nizozemsko stalo jednou z prvních zemí s vládní regulací léčiv.
Zpočátku šarlatánství spočívalo především v neoprávněném provozování lékařské praxe a prodeji „tajných léků.“ V 50. letech 20. století se jeho těžiště přesunulo na „magnetizéry“. Od 80. let 20. století VtdK bojuje proti tzv. alternativní medicíně. Primárním cílem je čínská akupunktura, homeopatie, manipulační terapie, antroposofická medicína a naturopatie.

## Cíle
Sdružení bojuje proti všem léčitelským a zdravotnickým praktikám, které nejsou založeny na vědeckých důkazech. Jedná se o postupy, „které nejsou založeny na ověřitelných logických nebo empiricky podložených hypotézách a teoriích“ a/nebo „které jsou aktivně šířeny mezi veřejností, aniž by byla ověřena jejich účinnost a bezpečnost v rámci profese“, s dodatkem, že termín „šarlatán“ nebo „šarlatánství“ nemusí nutně znamenat obvinění z podvodu.
Členem se může stát každý, kdo se hlásí k cílům sdružení. Není vyhrazena pouze pro profesní skupinu lékařů a lékárníků. VtdK nečerpá žádné státní dotace.

## Činnost sdružení

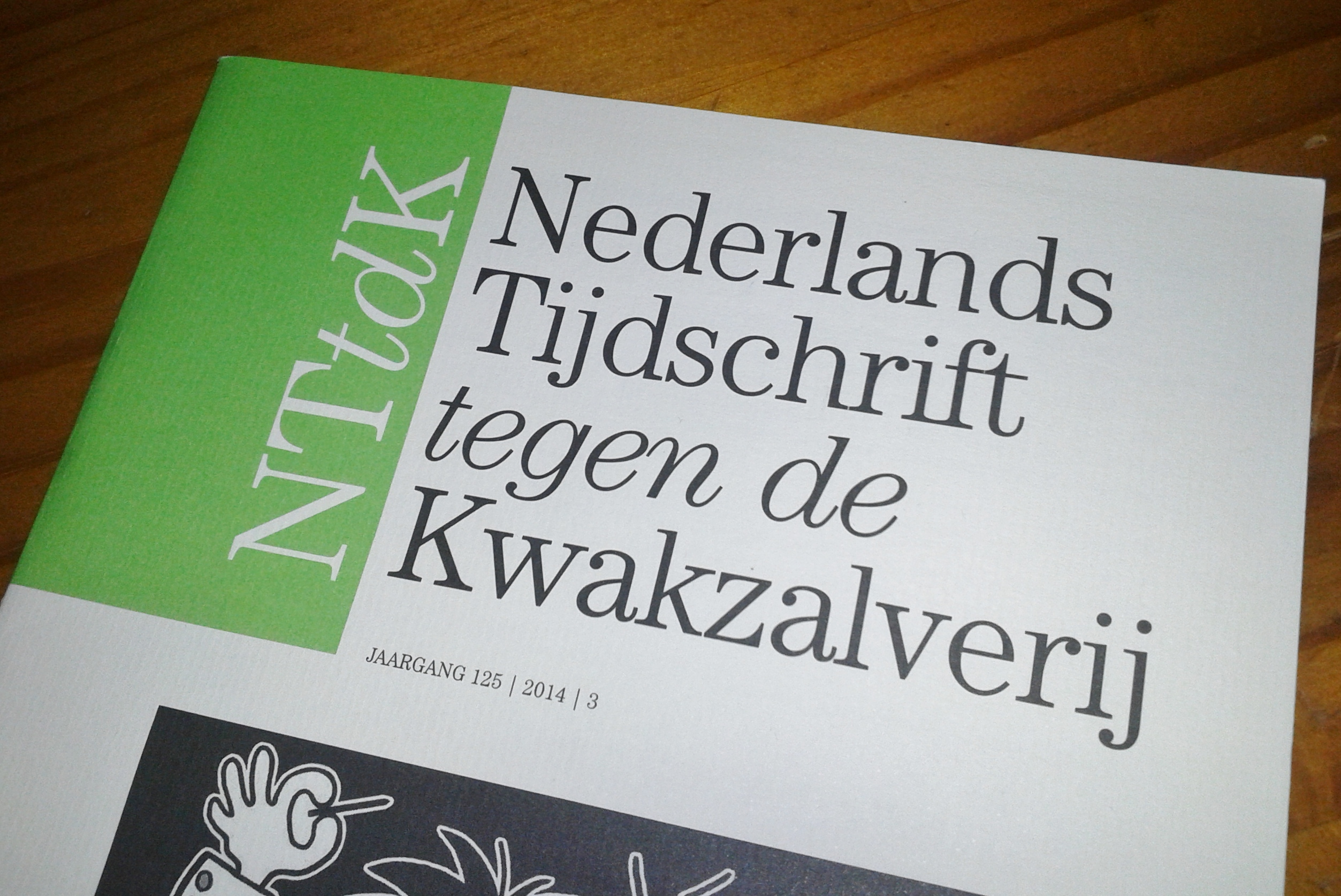
Obálka 125. ročníku, 3. čísla Nederlands Tijdschrift tegen de Kwakzalverij z roku 2014

### Časopis
Svůj první časopis vydalo sdružení 15. ledna 1881 pod názvem Maandblad tegen de Kwakzalverij (Měsíční bulletin proti šarlatánství). Časopis byl distribuován mezi členy a také zdarma k dispozici například ve veřejných knihovnách, čekárnách a u policistů. Později časopis vycházel pod názvem Actieblad tegen de Kwakzalverij (Akční deník proti šarlatánství). Od roku 2003 se jmenuje Nederlands Tijdschrift tegen de Kwakzalverij (Nizozemský časopis proti šarlatánství). Sdružení také poskytuje komentáře v rozhlase a televizi a jeho redaktoři publikují články v novinách a odborných časopisech. Sdružení zveřejnilo dvacítku největších šarlatánů 20. století, které samo jmenovalo. U příležitosti 125. výročí sdružení vydalo v roce 2005 knihu s názvem Kwakzalverij – 125 jaar medische folklore (Šarlatánství – 125 let lékařského folklóru), kterou sestavil vědecký novinář Hans van Maanen.

### Šarlatánství dle VtdK
VtdK formulovala řadu znaků, podle kterých lze rozpoznat šarlatánství:
- Reklamy v rozhlase, televizi a v nelékařských časopisech, jako jsou podomní časopisy, v nichž jsou vychvalovány zejména účinky léků. Reklamy se týkají i běžných léků, ale zaměřují se na určitou značku. Samotný účinek není v těchto reklamách výslovně uveden, protože je pevně stanoven. Šarlatáni se naopak zaměřují na samotný účinek.10] Pacienti v reklamách jsou spokojenými uživateli léku a v reklamách uvádějí, že jim lék velmi pomohl.[12]
- Lék působí na velké množství nesouvisejících onemocnění.[13]
- Lék slibuje zázraky.
- Lék se vyrábí podle tajného receptu nebo jeho účinky nejsou vysvětleny.[14]
- Zdůrazňuje se, že daný lék nebo metoda se používá již dlouhou dobu a/nebo mnoha lidmi.[14]
- V lékařské vědě existuje odpor k léku nebo metodě.[12]
- Lék působí na základě energie, vibrací, aury atd.[15]
- Přítomnost jednoho nebo více těchto znaků samozřejmě neznamená, že se jedná o šarlatánství, ale zvyšuje jeho pravděpodobnost. Naopak šarlatánství se může vyskytovat i bez přítomnosti těchto znaků.

### Sympozium a cena mistra Kackadorise
Sdružení každoročně pořádá sympozium, které je přístupné členům i zájemcům a na němž se probírá jeho činnost a novinky uplynulého roku. Zbytek sympozia je věnován přednáškám a/nebo diskusím lékařů, vědeckých pracovníků nebo politiků.
Na začátku každého sympozia uděluje VtdK Meester Kackadorisprijs (cenu mistra Kackadorise), která je určena „institucím, osobám nebo podnikům, které podle názoru sdružení významně přispěly k šíření šarlatánství v Nizozemsku skutkem, slovem nebo písmem.“ Kandidáty na cenu může nominovat kdokoli. Nominace jsou oznámeny na internetových stránkách sdružení a distribucí prostřednictvím Nizozemnské tiskové agentury (ANP). Nominovaným je vždy nabídnuta možnost vyjádřit se k námitkám, které jsou zveřejněny v časopise sdružení a na internetových stránkách.

### Medaile Gebroeders Bruinsma
Od roku 2005 uděluje asociace čestnou medaili Gebroeders Bruinsma (Bratří Bruinsmů) osobě nebo instituci, která se mimořádně zasloužila o boj proti šarlatánství. Medaile je pojmenována po zakladatelích VtdK, Gerardovi a Vitovi Bruinsmových.

#### Nositélé medaile
Televizní pořad TROS Radar (2005)
Rie Prinsová (2006)
Dr. Menso Westerouen van Meeteren (2009)
Piet Borst (2010)
Wim Betz (2011)
prof. F.J. van Sluijs (2012)
Dr. Jan Willem Nienhuys (2014)
Dr. Henk van Gerven (2016)
prof. emeritus Jos van der Meer (2018)

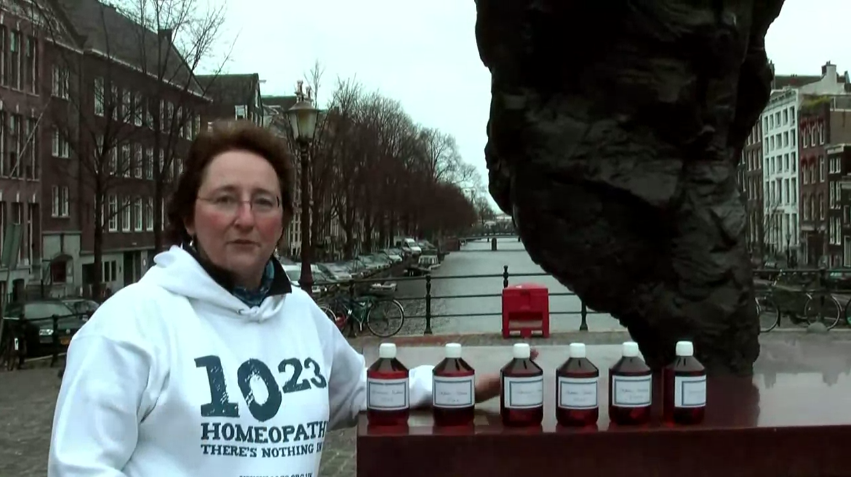
Catherine de Jongová během Kampaně 10:23 v Amsterdamu, 5. února 2011.

### Kampaň 10:23
V únoru 2011 uspořádaly VtdK a nadace Skepsis pod vedením Catherine de Jongové (která v říjnu vystřídala Ceese Renckense ve funkci předsedy) a Maartena Kollera v rámci mezinárodní kampaně 10:23 homeopatickou sebevražednou akci.

### Soudní pře

#### Houtsmuller versus VtdK
V roce 1997 napsal Cees Renckens, tehdejší předseda VtdK, v Actieblad tegen de Kwakzalverij o dietě onkologa Hanse Houtsmullera, který ji v knihách propagoval jako lék na rakovinu. V roce 1999 Cees Renckens v různých médiích obvinil Houtsmullera z podvodu a označil dietu za šarlatánství. De Telegraaf uvedl, že Cees Renckens považuje Houtmullera za „podvodníka a šarlatána“. Hans Houtsmuller následně zahájil proti sdružení zkrácené řízení. Předseda amsterodamského okresního soudu rozhodl, že Cees Renckens měl pro svá prohlášení dostatečné důvody. Odvolací soud v Amsterdamu v odvolacím řízení rozhodl, že označení „šarlatán“ znamená také úmyslné klamání a že to prokázáno nebylo. Od řízení ve věci samé bylo upuštěno. Sdružení na to mělo omezené finanční prostředky a Houtsmullerova činnost již ochabla.

#### Maes versus VtdK
V roce 2005 byla na cenu Meester Kackadoris původně nominována také „Katedra psychiatrie a neuropsychologie Lékařské fakulty Maastrichtské univerzity“, a to kvůli spolupráci s belgickým neuropsychiatrem Michaelem Maesem, který tvrdí, že vyléčí onemocnění jako chronický únavový syndrom a syndrom vyhoření pomocí terapií, jako je akupunktura, chelatační terapie, potravinovými doplňky a dietami, přičemž se podle sdružení používají vědecky neověřené výzkumné metody, jako je test MELISA, test HPU a biofotonový skener Pharmanex. VtdK později tuto nominaci stáhlo, když se ukázalo, že Maes byl v polovině roku 2004 „kázeňsky“ propuštěn. Poté se nadále prezentoval jako profesor v Maastrichtu. Navzdory stažené nominaci zahájil Maes proti sdružení zkrácené řízení, v němž se domáhal nápravy a zákazu spojovat ho do budoucna s šarlatánstvím.

22. prosince 2005 rozhodl soudce pro předběžná opatření, že sdružení nejednalo protiprávně, když nominovala Maastrichtskou univerzitu na cenu Meester Kackadoris na základě Maesových praktik. Podle soudce sdružení oprávněně zpochybnilo účinnost Maesových terapií. Všechny Maesovy nároky byly zamítnuty. Maes podal odvolání.

#### Sickeszová versus VtdK
Sdružení Mariu Sickeszovou, ortopedickou terapeutku z Haagu, zařadilo na seznam 20 největších šarlatánů 20. století. V roce 2007 sdružení prohrálo soudní řízení a bylo mu nařízeno zveřejnit dvě opravy v celostátních novinách. Kromě toho se o Sickeszové v budoucnu nesmělo mluvit jako o šarlatánce. Vzhledem k nákladům spojeným s vydáním těchto oprav se sdružení dočasně dostalo do finančních potíží.
V rozsudku soudci uvádějí, že:
- Podle definice slovníku Van Dale (13. vydání) je šarlatán doslova někdo, kdo používá neužitečné prostředky k léčení té či oné nemoci; a přeneseně někdo, kdo chce něco vytáhnout na veřejnost, syn. zemědělský podvodník, šejdíř, kšeftař.
- Užitečnost ortomanuální terapie byla prokázána v diplomové práci z roku 1990 a terapie je také hrazena některými zdravotními pojišťovnami.
- Protože podle soudců byla užitečnost terapie prokázána (nebo alespoň nelze tvrdit, že je terapie neužitečná), mají pocit, že dobré jméno paní Sickeszové je přeneseným významem slova šarlatánka poškozeno.

Rozhodnutí soudců se setkalo s velkou kritikou ze strany lékařů. V různých stanoviscích, například v de Volkskrant (autor Hans van Maanen) a NRC Handelsblad (autor Piet Borst), se mimo jiné tvrdí, že:
- Soudci odvozují pozitivní nebo neexistující účinnost ortomanuální terapie z jedné disertační práce, kterou v roce 1990 publikovala ekonomická (nikoli lékařská) fakulta Rotterdamské univerzity, disertační práce - napsané dvěma ortomanuálními lékaři - jejíž obsah a použité výzkumné metody byly již tehdy tvrdě kritizovány. Výzkumníci se ptali pacientů s bolestmi zad, kteří byli léčeni ortomanuální terapií, jak byli s léčbou spokojeni. Dva ze tří pacientů uvedli, že jsou spokojeni. Jiný a kvalitní výzkum této terapie nebyl nikdy proveden.
- VtdK označila paní Sickeszovou za šarlatánku, protože tvrdí, že její terapie dokáže vyléčit nemoci, jako je schizofrenie a deprese. Toto tvrzení nelze doložit žádnými vědeckými důkazy a lékaři je považují za naprostý nesmysl. Práce z roku 1990 se zabývala pouze užitečností ortomanuální terapie při bolestech zad. Aplikace této terapie na jiné nemoci se zdá být zcela zbytečná, čímž paní Sickeszová naplňuje doslovnou definici slova šarlatán.
- Soudci použili definici šarlatánství ze 13. vydání nizozemského slovníku Van Dale a shledali, že obrazné významy uvedené ve Van Dale, jako například farmář-šejdíř a podvodník, příliš pošpinily dobré jméno paní Sickeszové. Kritici poukazují na to, že podle jejich názoru paní Sickeszová naplňuje doslovný význam slova a že něco nebo někdo nemusí vždy splňovat všechny významy slova současně, aby mohl a směl být tímto slovem označen.
- Soudci považují skutečnost, že některé pojišťovny proplácejí léčbu Sickeszové, za důkaz užitečnosti této léčby. Podle Pieta Borsta to nic nepotvrzuje, protože existují i pojišťovny, které proplácejí pouť do Lurd. Pojišťovny se při výběru balíčku řídí komerčními hledisky, nikoli hledisky založenými na účinnosti.

VtdK vysvětluje rozsudek z pohledu místopředsedkyně amsterodamského odvolacího soudu paní T. A. C. van Hartingsveldtové, která je členkou súfijského hnutí. Po rozsudku byla zahájena sbírka finančních prostředků, mimo jiné nadací Skepsis (Nizozemsko) a SKEPP (Vlámsko), na pokrytí nákladů na právní služby a nápravu. Sdružení podalo proti rozsudku kasační stížnost.
Dne 15. května 2009 Nejvyšší soud rozsudek amsterodamského odvolacího soudu zrušil a věc byla postoupena odvolacímu soudu v Haagu.

Odvolací soud v Haagu svým rozsudkem ze dne 2. dubna 2013 potvrdil předchozí rozsudek okresního soudu v Amsterdamu a uložil Sickeszové povinnost uhradit náklady odvolacího řízení.

#### Sylvia Millecamová
V roce 2001 zemřela nizozemská celebrita Sylvia Millecamová na rakovinu prsu. Odmítla konvenční lékařskou léčbu a místo toho se rozhodla pro alternativní medicínu. Po její smrti vznesl státní zástupce obvinění proti dvěma poskytovatelům alternativní zdravotní péče a samozvanému „léčitelskému médiu“ Jomandě. Státní zástupce tato obvinění stáhl poté, co dospěl k závěru, že Millecamová se o své léčbě rozhodla sama. Po tomto rozhodnutí Vereniging tegen de Kwakzalverij spolu se Stichting Skepsis podnikly právní kroky, které přinutily státního zástupce pokračovat v případu. Výsledkem byl rozsudek z roku 2009 proti dvěma poskytovatelům alternativní zdravotní péče, ale osvobozující rozsudek pro Jomandu.

## Kritika
I uvnitř sdružení zaznívá kritika. Například Marcel Levi, lékař a bývalý prezident Akademického lékařského centra v Amsterdamu, řekl v Medisch Contact z 16. října 2014: „Jako jakási španělská inkvizice, sdružení hází tyto osoby na hranici jako čarodějnice bez jakéhokoli objektivního procesu nebo dokonce bez jakékoli formy slyšení.“

## Předsedové
Předsedové VtdK od roku 1881:
- 1881-1888: Gerard Bruinsma

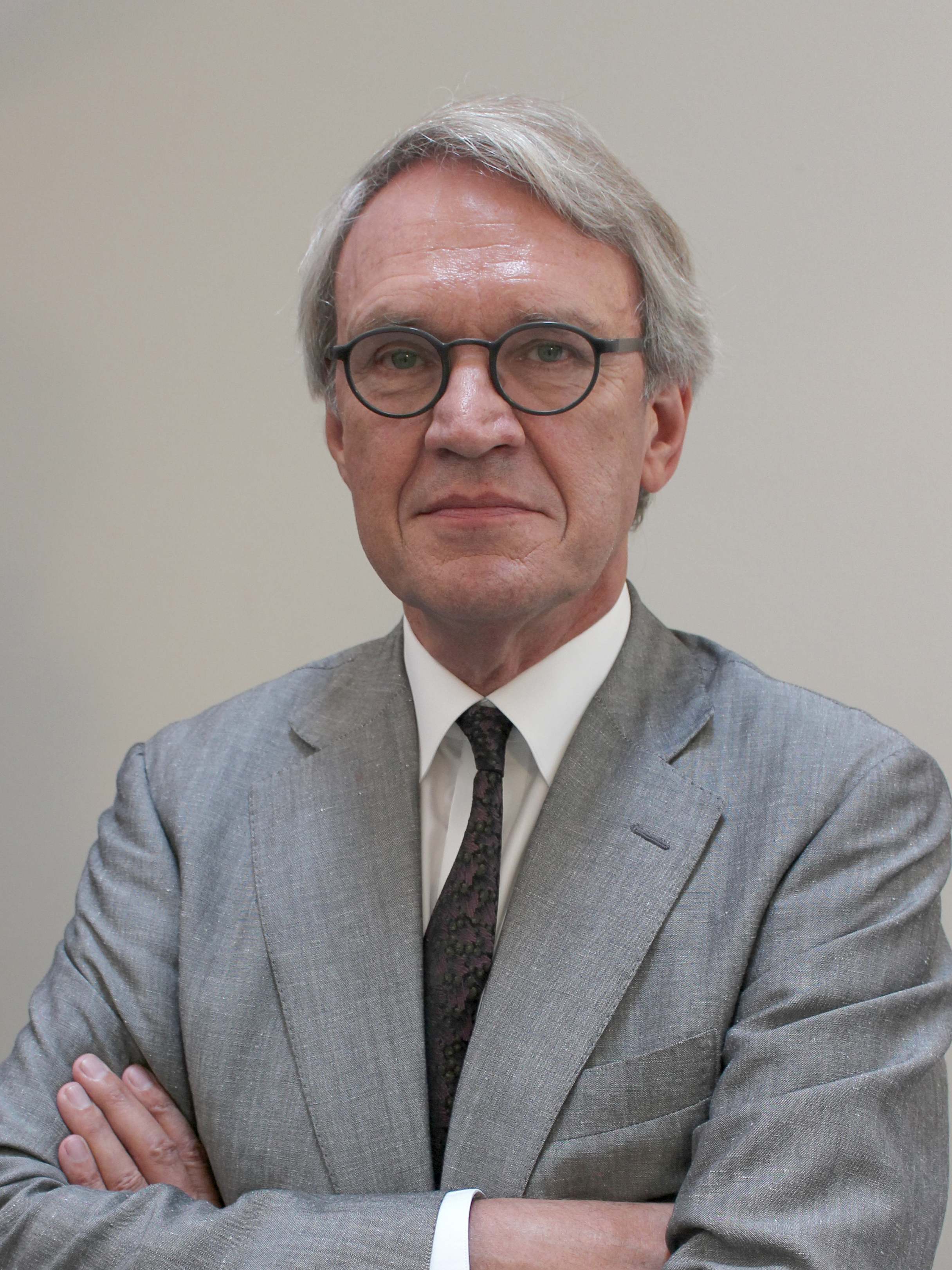
Cornelis Nicolaas Maria „Cees“ Renckens, gynekolog a známý skeptický aktivista proti šarlatánství.

- 1889-1897: Lambertus Zegers Veeckens
- 1898: Cornelis Guldensteeden Egeling
- 1899-1900: Alexander Carolus van Blommestein
- 1900-1902: Johannes Marinus van Elk
- 1903: Hermanus Massink
- 1904-1909, 1931-1933: Abram Lind
- 1909-1931: Pieter Willem de Koning
- 1933: Willem Pieter Roedolf Bouman (herectví)
- 1934-1951: Cornelis Johannes Brenkman
- 1951-1960: Hendricus Hermanus Funke
- 1961-1978: Anton Pieter Nicolaas de Groot
- 1979-1981: Lenze Meinsma
- 1981-1983: Ben Polak (dočasně)
- 1983-1988: Cornelis Deurman
- 1988-2011: Cees Renckens
- 2011-2015: Catherine de Jongová[32]
- 2015-současnost: Nico Terpstra[2]